# The Apocalypse
The Apocalypse is een Amerikaanse film uit 2007 van The Asylum met Rhett Giles.

## Verhaal
Wanneer een gigantische komeet op aarde afkomt, gaat een koppel op zoek naar hun kind.

## Rolverdeling
| Acteur            | Personage |
| ----------------- | --------- |
| Rhett Giles       | Jason     |
| Jill Stapley      | Ashley    |
| Kristen Quintrall | Lindsay   |
| Tom Nagel         | Andrew    |
| David Shick       | Don       |